# Đội trẻ Manchester United F.C. mùa bóng 2012–13
Từ mùa bóng 2012-2013, Liên đoàn bóng đá Anh thành lập hệ thống giải đấu mới với tên gọi Professional Development League dành cho lứa tuổi dưới U21 và lứa tuổi dưới U18. Đội U21 thay cho đội dự bị còn đội U18 thay cho đội học viện tham gia thi đấu ở hệ thống Professional Development League. Liên đoàn Premier League và Liên đoàn Football League đồng ý hợp thành một giải đấu này thông qua kế hoạch của Hiệp hội bóng đá Anh (Football Association) tại Hội nghị học viện bóng đá Anh (Elite Player Performance Plan) trong năm 2012. Đây là mùa bóng đầu tiên của hệ thống giải đấu này qua đó đội trẻ U21 Manchester United cũng đăng quang năm đầu tiên.
Đội U21 Manchester United là đội trẻ cao nhất của câu lạc bộ bóng đá Manchester United F.C. Đội bóng chơi ở nhóm 2 (Hạng 1) thuộc hệ thống giải Professional Development League dành cho lứa tuổi dưới U-21. Tại giải đấu, mỗi đội bóng cho phép đăng ký ba cầu thủ và một thủ môn trên 21 tuổi trong mỗi trận đấu. Đây là mùa giải đầu tiên của đội U21 Manchester United tại Barclays U21 Premier League. Đội U21 Manchester United cũng tham gia vào giải Manchester Senior Cup và Lancashire Senior Cup.
Đội U18 Manchester United là đội trẻ thứ hai của câu lạc bộ bóng đá Manchester United F.C. Trong tổng số 24 câu lạc bộ thi đấu ở giải Barclays U18 Premier League, chia thành hai nhóm khu vực, phía bắc và phía nam. Đội bóng chơi ở khu Bắc (Hạng 1) thuộc hệ thống giải Professional Development League dành cho lứa tuổi dưới U-18. Đội U18 Manchester United cũng tham gia vào giải FA Youth Cup và Milk Cup.

## Đội U21 Manchester United

### Lancashire Senior Cup 2012-2013
| Thời gian  | Vòng đấu  | Đối thủ         | H/N/A                        | Tỷ số Bt-Bb | Cầu thủ ghi bàn                          | Số lượng khán giả |
| ---------- | --------- | --------------- | ---------------------------- | ----------- | ---------------------------------------- | ----------------- |
| 19/12/2012 | Tứ kết    | Morecambe FC    | Globe Arena                  | 1 - 0       | Bebe 29                                  |                   |
| 03/05/2013 | Bán kết   | Oldham Athletic | N, The Cliff                 | 3 - 1       | Lawrence 26pen, van Velzen 40, Daehli 62 |                   |
| 06/08/2013 | Chung kết | Man City        | N, County Ground, Leyland FA | 2 - 1       | Petrucci 31, Lingard 75 (pen)            |                   |

### Manchester Senior Cup 2012-2013
Trận chung kết Manchester Senior Cup 2012-13 (Với tên gọi Robinsons Brewery Senior Cup 2012-13) không được diễn ra mà lấy thành tích ở vòng đấu bảng. Đội trẻ Man Utd đã thắng cả bốn trận trong mùa giải này với 12 điểm hơn tất cả các đối thủ còn lại. Manchester United đã lên ngôi vô địch năm thứ hai liên tiếp và sẽ được bảo vệ chức vô địch một lần nữa trong mùa giải này.
| Thời gian  | Vòng đấu  | Đối thủ          | H/N/A                 | Tỷ số Bt-Bb | Cầu thủ ghi bàn                                     | Số lượng khán giả |
| ---------- | --------- | ---------------- | --------------------- | ----------- | --------------------------------------------------- | ----------------- |
| 20/9/2012  | Vòng bảng | Bury             | Moss Lane, Altrincham | 4 - 1       | King 40, Lingard 50, Vermijl 60, Macheda 70         | 283               |
| 18/10/2012 | Vòng bảng | Bolton           | Moss Lane, Altrincham | 2 - 1       | Powell 78, Macheda 83                               |                   |
| 24/10/2012 | Vòng bảng | Stockport County | Edgeley Park          | 2 - 1       | Henriquez 51, Bebe 53                               |                   |
| 06/02/2013 | Vòng bảng | Oldham Athletic  | Moss Lane, Altrincham | 7 - 0       | Cole 30,53,62,84 Lingard 40, Januzaj 68, Vermijl 82 |                   |

### Barclays U21 Premier League 2012-2013
Tại hạng 1, Ba đội bóng đứng đầu nhóm 1, hai đội bóng đứng đầu nhóm 2 và nhóm 3, và đội bóng có thành tích tốt nhất ở nhóm 2 và nhóm 3 sẽ vào chơi tại vòng đấu tiếp theo với tên gọi Elite Group Stage.

#### Hạng 1 - Vòng đầu tiên
Bảng xếp hạng nhóm 2
| Vị trí | Câu lạc bộ               | Số trận | Thắng | Hòa | Thua | Bàn thắng | Bàn thua | Hiệu số | Điểm |
| ------ | ------------------------ | ------- | ----- | --- | ---- | --------- | -------- | ------- | ---- |
| 1      | U21 Tottenham Hotspur(C) | 12      | 7     | 2   | 3    | 43        | 22       | +21     | 23   |
| 2      | U21 Manchester United    | 12      | 5     | 5   | 2    | 20        | 16       | +4      | 20   |
| 3      | U21 Southampton          | 12      | 5     | 4   | 3    | 24        | 22       | +2      | 19   |

Kết quả chi tiết
| Thời gian  | Vòng đấu | Đối thủ               | H/N/A                                | Tỷ số Bt-Bb | Cầu thủ ghi bàn                           | Số lượng khán giả |
| ---------- | -------- | --------------------- | ------------------------------------ | ----------- | ----------------------------------------- | ----------------- |
| 18/08/2012 | Vòng 1   | Stoke City U21        | Weaver Stadium, Nantwich             | 1 - 0       | Wootton 7                                 |                   |
| 29/08/2012 | Vòng 2   | Tottenham U21         | Moss Lane, Altrincham                | 2 - 1       | Macheda 2, 50 pen                         |                   |
| 28/09/2012 | Vòng 3   | Newcastle U21         | Moss Lane, Altrincham                | 4 – 2       | Macheda 14, 53, Petrucci 33, Henriquez 90 |                   |
| 01/10/2012 | Vòng 4   | Sunderland U21        | Eppleton Colliery Welfare Ground     | 0 – 0       |                                           |                   |
| 08/10/2012 | Vòng 5   | Southampton U21       | Moss Lane, Altrincham                | 3 – 3       | Lingard 3, Cole 70, Veseli 89             |                   |
| 27/10/2012 | Vòng 6   | Tottenham Hotspur U21 | White Hart Lane                      | 2 – 4       | Lingard 15, Lawrence 86                   |                   |
| 05/11/2012 | Vòng 7   | Stoke City U21        | Moss Lane, Altrincham                | 1 – 1       | Powell 44                                 |                   |
| 12/11/2012 | Vòng 8   | Newcastle U21         | Whitley Park                         | 2 – 1       | Thorpe 47, Lawrence 65                    |                   |
| 19/11/2012 | Vòng 9   | Aston Villa U21       | Moss Lane, Altrincham                | 0 – 1       |                                           |                   |
| 26/11/2012 | Vòng 10  | Sunderland U21        | Moss Lane, Altrincham                | 2 – 2       | Vermijl 60, Tunnicliffe 62                |                   |
| 03/12/2012 | Vòng 11  | Southampton U21       | St Mary's Stadium                    | 1 – 1       | Macheda 81                                | 1800              |
| 10/12/2012 | Vòng 12  | Aston Villa U21       | Hinckley United FC, De Montfort Park | 2 – 0       | Bebe 53, Macheda 88                       |                   |

#### Hạng 1 - Vòng Elite
Bảng xếp hạng nhóm Elite
Ba đội xếp hạng cao nhất trong 8 đội sẽ được vào vòng bán kết xác định nhà vô địch giải đấu Barclays U21 Premier League 2012-2013.
| Vị trí | Câu lạc bộ               | Số trận | Thắng | Hòa | Thua | Bàn thắng | Bàn thua | Hiệu số | Điểm |
| ------ | ------------------------ | ------- | ----- | --- | ---- | --------- | -------- | ------- | ---- |
| 1      | U21 Tottenham Hotspur(C) | 14      | 9     | 3   | 2    | 34        | 15       | +19     | 30   |
| 2      | U21 Manchester United    | 14      | 7     | 4   | 3    | 16        | 10       | +6      | 25   |
| 3      | U21 Liverpool            | 14      | 6     | 4   | 4    | 21        | 19       | +2      | 22   |

Kết quả chi tiết
| Thời gian  | Vòng đấu | Đối thủ         | H/N/A                             | Tỷ số Bt-Bb | Cầu thủ ghi bàn                     | Số lượng khán giả |
| ---------- | -------- | --------------- | --------------------------------- | ----------- | ----------------------------------- | ----------------- |
| 02/02/2013 | Vòng 1   | Southampton U21 | Staplewood Training Ground        | 3 - 1       | Lawrence 70, Januzaj 85, Vermijl 89 |                   |
| 11/02/2013 | Vòng 2   | Arsenal U21     | Moss Lane, Altrincham             | 2 - 2       | Powell 15, Lingard 22               |                   |
| 15/02/2013 | Vòng 3   | Tottenham U21   | Tottenham Hotspur Training Centre | 1 – 3       | Thorpe 48                           |                   |
| 25/02/2013 | Vòng 4   | Liverpool U21   | Langtree Park, St Helens          | 1 – 0       | Fornasier 90                        |                   |
| 01/03/2013 | Vòng 5   | West Ham U21    | Upton Park, London                | 0 – 0       |                                     |                   |
| 06/03/2013 | Vòng 6   | West Ham U21    | Moss Lane, Altrincham             | 2 – 0       | Powell 5,89                         |                   |
| 11/03/2013 | Vòng 7   | Wolves U21      | Moss Lane, Altrincham             | 0 – 0       | 0                                   |                   |
| 17/03/2013 | Vòng 8   | West Brom U21   | The Hawthorns                     | 2 – 0       | McGinty 84, Cofie 86                |                   |
| 20/03/2013 | Vòng 9   | Arsenal U21     | Barnet FC, Underhill              | 1 – 2       | Ekangamene 40                       |                   |
| 09/04/2013 | Vòng 10  | Southampton U21 | Moss Lane, Altrincham             | 1 – 0       | Lingard 46                          |                   |
| 15/04/2013 | Vòng 11  | Tottenham U21   | Salford City Stadium, Eccles      | 1 – 0       | Tunnicliffe 56                      | 2183              |
| 26/04/2013 | Vòng 12  | Wolves U21      | New Bucks Head, Telford           | 0 – 1       |                                     |                   |
| 30/04/2013 | Vòng 13  | West Brom U21   | Old Trafford                      | 1 – 0       | Cole 8                              |                   |
| 06/05/2013 | Vòng 14  | Liverpool U21   | Old Trafford                      | 1 – 1       | Flanagan og 81                      |                   |

Giai đoạn Play Off
| Thời gian  | Vòng đấu  | Đối thủ       | H/N/A        | Tỷ số Bt-Bb | Cầu thủ ghi bàn        | Lượng khán giả |
| ---------- | --------- | ------------- | ------------ | ----------- | ---------------------- | -------------- |
| 11/05/2013 | Bán kết   | Liverpool U21 | Old Trafford | 3 - 0       | Cole 19,26 (pen),70    | 3000           |
| 20/05/2013 | Chung kết | Tottenham U21 | Old Trafford | 3 - 2       | Vermijl 60, Cole 74,88 |                |

### Jack Crompton Trophy 2012
Lễ kỷ niệm lần thứ 50 của Curzon Ashton.
| Thời gian  | Vòng đấu  | Đối thủ       | H/N/A            | Tỷ số Bt-Bb | Cầu thủ ghi bàn | Lượng khán giả |
| ---------- | --------- | ------------- | ---------------- | ----------- | --------------- | -------------- |
| 22/08/2012 | Vòng bảng | Curzon Ashton | Tameside Stadium | 1 - 1       | Barmby 9        |                |

### Dallas Cup 2013
Dallas Cup 2013 là lần thứ 34 kể từ khi thành lập. Giải Dallas Cup là một giải đấu bóng đá quốc tế cho các đội thanh thiếu niên được mời tham dự, được tổ chức hàng năm tại Dallas, Texas, Hoa Kỳ. Mười hai đội tham gia giải đấu năm 2013. Cuộc thi được tài trợ bởi ông Pepper.
Đội trẻ Man Utd ở bảng A gồm Kashiwa Reysol đội trẻ đến từ Nhật Bản; Club America đội trẻ đến từ Mexicovà Dallas Texans đội trẻ của câu lạc bộ bóng đá Dallas Texans, Hoa Kỳ. Đội trẻ Man Utd kết thúc vòng bảng với vị trí thứ hai và bị loại.
| Thời gian  | Vòng đấu  | Đối thủ        | H/N/A                 | Tỷ số Bt-Bb | Cầu thủ ghi bàn |
| ---------- | --------- | -------------- | --------------------- | ----------- | --------------- |
| 24/03/2013 | Vòng bảng | Club America   | Dallas, Texas, Hoa Kỳ | 2 - 0       | Adnan Januzaj   |
| 25/03/2013 | Vòng bảng | Dallas Texans  | Dallas, Texas, Hoa Kỳ | 3 - 1       | Adnan Januzaj   |
| 27/03/2013 | Vòng bảng | Kashiwa Reysol | Dallas, Texas, Hoa Kỳ | 0 – 2       |                 |

| STT | Câu lạc bộ     | Tr | T | H | B | Bt | Bb | Hs | Điểm |
| --- | -------------- | -- | - | - | - | -- | -- | -- | ---- |
| 1   | Kashiwa Reysol | 3  | 3 | 0 | 0 | 8  | 1  | +7 | 9    |
| 2   | Man Utd        | 3  | 2 | 0 | 1 | 5  | 3  | +2 | 6    |
| 3   | Club America   | 3  | 1 | 0 | 2 | 3  | 8  | -5 | 3    |
| 4   | Dallas Texans  | 3  | 0 | 0 | 3 | 2  | 6  | -4 | 0    |

### Blue Stars FIFA Youth Cup 2013
Giải đấu Blue Stars FIFA Youth Cup năm 2013 năm nay, U21 Man Utd nằm ở bảng A cùng với các đội trẻ Blue Stars, Torino FC, Zurich và Zenit St. Petersburg. Kết thúc vòng bảng đội trẻ United kết thúc ở vị trí thứ hai cùng 10 điểm với Zurich nhưng kém hiệu số bàn thắng bại. Đội trẻ United bước vào tranh hạng ba với đội trẻ Basel nhưng để thua với tỷ số 2-0 và đành chấp nhận xếp hạng ở vị trí thứ tư chung cuộc. Ở giải đấu này do FIFA tổ chức hàng năm tại đất nước Thụy Sĩ và Đội trẻ Man Utd nắm giữ kỷ lục với 18 chức vô địch.
| Thời gian  | Vòng đấu     | Đối thủ              | H/N/A   | Tỷ số Bt-Bb | Cầu thủ ghi bàn   | Số lượng khán giả |
| ---------- | ------------ | -------------------- | ------- | ----------- | ----------------- | ----------------- |
| 08/05/2013 | Vòng bảng    | Blue Stars           | Thụy Sĩ | 1 - 0       | Adnan Januzaj     |                   |
| 08/05/2013 | Vòng bảng    | Torino FC            | Thụy Sĩ | 1 - 0       | Adnan Januzaj     |                   |
| 08/05/2013 | Vòng bảng    | Zurich               | Thụy Sĩ | 0 – 0       |                   |                   |
| 09/05/2013 | Vòng bảng    | Zenit St. Petersburg | Thụy Sĩ | 2 – 1       | Adnan Januzaj (2) |                   |
| 09/05/2013 | Tranh hạng 3 | Basel                | Thụy Sĩ | 0 – 2       |                   |                   |

| STT | Câu lạc bộ | Tr | T | H | B | Bt | Bb | Hs | Điểm |
| --- | ---------- | -- | - | - | - | -- | -- | -- | ---- |
| 1   | Zurich     | 4  | 3 | 1 | 0 | 8  | 0  | +8 | 10   |
| 2   | Man Utd    | 4  | 3 | 1 | 0 | 4  | 1  | +3 | 10   |

## Đội U18 Manchester United

### Barclays U18 Premier League 2012-2013
Mùa bóng 2012-2013, Đội U18 Manchester United thi đấu ở Nhóm 2 (Hạng 1) thuộc hệ thống Giải Professional Development League.

Kết quả chi tiết vòng 1 - Nhóm 2
| Thời gian  | Vòng đấu | Đối thủ               | H/N/A                                | Tỷ số Bt-Bb | Cầu thủ ghi bàn                               | Số lượng khán giả |
| ---------- | -------- | --------------------- | ------------------------------------ | ----------- | --------------------------------------------- | ----------------- |
| 18/08/2012 | Vòng 1   | Stoke City U18        | Trafford Training Centre, Carrington | 1 - 2       | Pearson 15                                    |                   |
| 25/08/2012 | Vòng 2   | Tottenham Hotspur U18 |                                      | 4 - 3       | Rowley 5, Daehli 33, McNair 51, Pearson 85    |                   |
| 11/09/2012 | Vòng 3   | Stoke City U18        |                                      | 1 - 0       | Pereira, 49                                   |                   |
| 15/09/2012 | Vòng 4   | Aston Villa U18       | Trafford Training Centre, Carrington | 0 - 2       |                                               |                   |
| 22/09/2012 | Vòng 5   | Newcastle U18         |                                      | 7 - 1       | Wilson 18, 31, 33, 35, 61, Rudge 45, Gorre 73 |                   |
| 29/09/2012 | Vòng 6   | Sunderland U18        | Trafford Training Centre, Carrington | 2 - 0       | Byrne 30, Daehli 90                           |                   |
| 06/10/2012 | Vòng 7   | Southampton U18       |                                      | 1 - 2       | Pereira 73                                    |                   |
| 13/10/2012 | Vòng 8   | Tottenham U18         | Trafford Training Centre, Carrington | 3 - 1       | Gorre 49; Wilson 72, 75                       |                   |
| 10/11/2012 | Vòng 9   | Newcastle U18         | Trafford Training Centre, Carrington | 3 - 0       | Pereira 8, Wilson 38, Gorre 82                |                   |
| 17/11/2012 | Vòng 10  | Aston Villa U18       |                                      | 2 - 0       | Weir 51, Barmby 70 pen                        |                   |
| 24/11/2012 | Vòng 11  | Sunderland U18        |                                      | 4 - 0       | Byrne 9, Wilson 79 83, Barmby 86              |                   |
| 01/12/2012 | Vòng 12  | Southampton U18       | Trafford Training Centre, Carrington | 4 - 2       | Byrne 9, Wilson 79 83, Barmby 86              |                   |

Kết quả chi tiết vòng 2 - Nhóm 2
| Thời gian  | Vòng đấu | Đối thủ            | H/N/A                                | Tỷ số Bt-Bb | Cầu thủ ghi bàn               | Số lượng khán giả |
| ---------- | -------- | ------------------ | ------------------------------------ | ----------- | ----------------------------- | ----------------- |
| 12/01/2013 | Vòng 13  | Bolton U18         | Lostock Hall Farm Site               | 3 - 2       | Barmby 34, Weir 75, Wilson 91 |                   |
| 02/02/2013 | Vòng 14  | Chelsea U18        | Cobham Training Ground               | 1 - 1       | Rudge 37                      |                   |
| 09/02/2013 | Vòng 15  | Reading U18        | Trafford Training Centre, Carrington | 1 - 0       | Pereira 8                     |                   |
| 16/02/2013 | Vòng 16  | Southampton U18    | Staplewood Training Ground           | 2 - 4       | Harrop 3, Weir 80             |                   |
| 23/02/2013 | Vòng 17  | Crystal Palace U18 | Trafford Training Centre, Carrington | 1 - 2       | Byrne 57                      |                   |
| 02/03/2013 | Vòng 18  | Bolton U18         | Trafford Training Centre, Carrington | 2 - 1       | Daehli 7, Bailey og 81        |                   |
| 09/03/2013 | Vòng 19  | Everton U18        | Finch Farm                           | 1 - 1       | Rudge 65                      |                   |
| 16/03/2013 | Vòng 20  | Fulham U18         | Trafford Training Centre, Carrington | 3 - 1       | Byrne 22,27 Wilson 90         |                   |
| 06/04/2013 | Vòng 21  | Chelsea U18        | Trafford Training Centre, Carrington | 1 - 0       | Nortey og 82                  |                   |
| 13/04/2013 | Vòng 22  | Southampton U18    | Trafford Training Centre, Carrington | 3 - 0       | Pereira 19; Byrne 64, 78      |                   |
| 17/04/2013 | Vòng 23  | Everton U18        | Trafford Training Centre, Carrington | 0 - 3       |                               |                   |
| 20/04/2013 | Vòng 24  | Crystal Palace U18 | Palace Training Ground, Beckenham    | 2 - 1       | Ioannou 7, Pearson 73         |                   |
| 27/04/2013 | Vòng 25  | Reading U18        | Hogwood Park Training Complex        | 0 - 1       |                               |                   |
| 30/04/2013 | Vòng 26  | Fulham U18         | Motspur Park, London                 | 0 - 0       |                               |                   |

Bảng xếp hạng Vòng 2-U18 Premier League Elite Phase
U18 Manchester United xếp hạng thứ 4 vì vậy không được dự trận chung kết của mùa giải. 
| Vị trí | Câu lạc bộ            | Số trận | Thắng | Hòa | Thua | Bàn thắng | Bàn thua | Hiệu số | Điểm |
| ------ | --------------------- | ------- | ----- | --- | ---- | --------- | -------- | ------- | ---- |
| 3      | U18 Everton           | 14      | 7     | 3   | 4    | 28        | 21       | +7      | 24   |
| 4      | U21 Manchester United | 14      | 7     | 3   | 4    | 20        | 17       | +3      | 24   |
| 5      | U18 Southampton       | 14      | 6     | 3   | 5    | 28        | 25       | +3      | 21   |

### FA Youth Cup 2012-2013
FA Youth Cup 2012-2013 là mùa giải thứ 61 của FA Youth Cup. Các đội League One và League Two bước vào vòng loại đầu tiên còn các đội đến từ Premier League và Championship bước vào vòng loại thứ ba. Đội học viện Man Utd thua Burnley với tỷ số 3-4 tại vòng thứ ba của FA Youth Cup 2012-2013 và chính thức bị loại.
| Thời gian  | Vòng đấu  | Đối thủ | H/N/A        | Tỷ số Bt-Bb | Cầu thủ ghi bàn              | Số lượng khán giả |
| ---------- | --------- | ------- | ------------ | ----------- | ---------------------------- | ----------------- |
| 07/12/2012 | Vòng bảng | Burnley | Old Trafford | 3 - 4       | Weir 45, Ioannou 64, Love 72 |                   |

### Milk Cup 2012
Giải Milk Cup 2012 là giải đấu bóng đá quốc tế lần thứ 30 diễn ra hàng năm ở bờ biển phía bắc của nước Bắc Ireland. Giải đấu được thu hút các câu lạc bộ từ khắp nơi trên thế giới. Đội U17 Manchester United tham gia ở giải Premier (Thuộc hệ thống giải Milk Cup) cùng với Revo Express (Na Uy), County Tyrone (Bắc Ireland) và Ichifuna (Nhật Bản).

MILK CUP - PREMIER SECTION
| Thời gian  | Vòng đấu           | Đối thủ              | H/N/A                     | Tỷ số Bt-Bb | Cầu thủ ghi bàn                                                 | Số lượng khán giả |
| ---------- | ------------------ | -------------------- | ------------------------- | ----------- | --------------------------------------------------------------- | ----------------- |
| 21/07/2012 | Vòng bảng          | County Tyrone        | Darragh Park, Castlederg  | 0 - 2       |                                                                 |                   |
| 23/07/2012 | Vòng bảng          | Revo Express         | Riada Stadium, Ballymoney | 8 - 0       | Wilson 17 31, Byrne 35, Harrop 37,39,54,68 Fletcher 63          |                   |
| 24/07/2012 | Vòng bảng          | Ichifuna             | Showgrounds, Ballymena    | 2 - 1       | Pearson 3, Wilson 61                                            |                   |
| 25/07/2012 | Bán kết-Globe      | South Coast Strikers | Broughshane               | 1 - 1       | Byrne 29’ (Thua pen 3-4, Weir, Rothwell, Wilson)                |                   |
| 26/07/2012 | Tranh hạng 3-Globe | County Tyrone        | Castlerock                | 2 - 2       | Byrne, Pereira (Thắng pen 4-2, Weir, Wilson, Rothwell, Pereira) |                   |

### Giao hữu tại Slovenkia năm 2012
| Thời gian  | Vòng đấu | Đối thủ                  | H/N/A                    | Tỷ số Bt-Bb | Cầu thủ ghi bàn                              | Số lượng khán giả |
| ---------- | -------- | ------------------------ | ------------------------ | ----------- | -------------------------------------------- | ----------------- |
| 29/10/2012 | Giao hữu | Tatran Presov            | Tatran Stadium           | 2 - 1       | Byrne 26, Wilson 72                          |                   |
| 31/10/2012 | Giao hữu | FK Dukla Banska Bystrica | Spisska Nova Ves Stadium | 4 - 0       | Januzaj 19pen, Daehli 25, Gorre 64, Rudge 78 |                   |

## Đội U19 Manchester Untied

### Giao hữu trước mùa giải 2012-2013
| Thời gian  | Vòng đấu | Đối thủ             | H/N/A                   | Tỷ số Bt-Bb | Cầu thủ ghi bàn                                                 | Số lượng khán giả |
| ---------- | -------- | ------------------- | ----------------------- | ----------- | --------------------------------------------------------------- | ----------------- |
| 23/07/2012 | Giao hữu | Longford Town       | Flancare Park           | 1 - 0       | Daehli 8                                                        | 2100              |
| 25/07/2012 | Giao hữu | Cork City           | Turner's Cross, Ireland | 0 - 2       |                                                                 | 6000              |
| 01/08/2012 | Giao hữu | Market Drayton Town | Greenfields             | 6 – 2       | Tunnicliffe 14, Bebe 38, Petrucci 41, Lingard 48,60, Macheda 70 |                   |
| 03/08/2012 | Giao hữu | Scunthorpe          | Glanford Park           | 1 – 1       | Powell 54                                                       |                   |
| 05/08/2012 | Giao hữu | Forest Green Rovers | The New Lawn            | 2 – 2       | King 32, Agnaldo 73                                             | 3270              |

### Giao hữu trong mùa giải 2012-2013
| Thời gian  | Vòng đấu | Đối thủ                 | H/N/A                           | Tỷ số Bt-Bb | Cầu thủ ghi bàn                                           | Số lượng khán giả |
| ---------- | -------- | ----------------------- | ------------------------------- | ----------- | --------------------------------------------------------- | ----------------- |
| 11/09/2012 | Giao hữu | Stalybridge Celtic      | Bower Fold, Stalybridge         | 1 - 2       | Lindsay og 8                                              |                   |
| 10/10/2012 | Giao hữu | Loughborough University | Loughborough University Stadium | 6 - 2       | Pearson 2,32 Weir 12, Daehli 24, A.Pereira 51, McNair 64  | 1794              |
| 10/10/2012 | Giao hữu | Derby County U17        | Loughborough University Stadium | 2 - 4       | Gorre 14, Mitchell 46                                     |                   |
| 30/10/2012 | Giao hữu | Tranmere Rovers         | The Cliff                       | 1 - 2       | Bebe 16                                                   |                   |
| 08/12/2012 | Giao hữu | Bury FC                 | Carrington                      | 7 - 0       | Kenji Gorre (4), Josh Harrop, Demetri Mitchell, Joe Riley |                   |
| 07/01/2013 | Giao hữu | Tranmere Rovers         | Carrington                      | 3 - 0       | Fletcher 14, Byrne 55, OG 57                              |                   |
| 30/01/2013 | Giao hữu | Manchester City         | Platt Lane Complex              | 1 - 0       | Pereira 61                                                |                   |

### Mercedes-Benz Junior Cup 2013
Giải Mercedes-Benz Junior Cup 2013 được tổ chức hàng năm tại Đức, Đội trẻ Manchester United đã không vượt qua vòng bảng khi chỉ có 
| Thời gian  | Vòng đấu  | Đối thủ       | H/N/A | Tỷ số Bt-Bb | Cầu thủ ghi bàn                         | Số lượng khán giả |
| ---------- | --------- | ------------- | ----- | ----------- | --------------------------------------- | ----------------- |
| 04/01/2013 | Vòng bảng | Schalke       | N     | 1 - 2       | Jack Barmby                             |                   |
| 04/01/2013 | Vòng bảng | FC Copenhagen | N     | 1 - 1       | Jack Barmby                             |                   |
| 04/01/2013 | Vòng bảng | Stuttgart     | N     | 0-4         |                                         |                   |
| 04/01/2013 | Bán kết 1 | Dortmund      | N     | 2-1         | Pearson, Weir                           |                   |
| 05/01/2013 | Bán kết 2 | Mainz         | N     | 1-2         | Pearson                                 |                   |
| 05/01/2013 | Tranh 7/8 | Lazio         | N     | 7-2         | Pearson (3), Daehli (2), Barmby, Wilson |                   |

### NexLions Cup 2012(Singapore)
| Thời gian  | Vòng đấu       | Đối thủ         | H/N/A               | Tỷ số Bt-Bb | Cầu thủ ghi bàn    | Số lượng khán giả |
| ---------- | -------------- | --------------- | ------------------- | ----------- | ------------------ | ----------------- |
| 14/12/2012 | Bán kết        | Sporting Lisbon | Jalan Besar Stadium | 1 - 4       | James Wilson 37    |                   |
| 16/12/2012 | Tranh hạng 3/4 | Singapore U19   | Jalan Besar Stadium | 2 - 1       | Weir 66, Daehli 70 |                   |